# Nana Ichise
Nana Ichise (市瀬 菜々?, Ichise Nana; Tokushima, 4 agosto 1997) è una calciatrice giapponese, difensore del Mynavi Sendai e della nazionale giapponese.

## Carriera

### Nazionale
Nel 2013 Ichise viene convocata dalla federazione giapponese per indossare la maglia della formazione Under-16 che partecipa all'edizione 2013 del campionato asiatico, torneo che definirà la nazionale che avrà accesso al Mondiale Under-17 della Costa Rica 2014. In quell'occasione festeggia con le compagne la sofferta vittoria in finale sulle avversarie della Corea del Nord che superano solo ai tiri di rigore.
Nel 2014 viene convocata tecnico Asako Takakura nella formazione Under-17 che disputa il Mondiale della Costa Rica 2014. Durante il torneo viene impiegata in tutti i sei incontri disputati dalla sua nazionale, siglando due reti, al Paraguay nell'incontro vinto per 10-0 nella fase a gironi e al Venezuela nella vittoria per 4-1 in semifinale, condividendo con le compagne la conquista del trofeo, il primo per la squadra giovanile giapponese, vincendo la finale del 4 aprile sulle pari età della Spagna under 17 con il risultato di 2-0.
Due anni più tardi Takakura la chiama con l'Under-20 in occasione del Mondiale di Papua Nuova Guinea 2016. In quell'occasione Ichise scende in campo in tutti i sei incontri fino alla finale per il terzo posto vinta 2-1 con gli Stati Uniti.
Nell'aprile 2017 riceve la sua prima convocazione nella nazionale maggiore, chiamata nuovamente da Takakura, che aveva rilevato il CT Norio Sasaki nel 2016, in occasione dell'amichevole giocata a supporto delle vittime del terremoto di Kumamoto del 2016 con la Costa Rica e vinta per 3-0.
Da allora le sue convocazioni risultano regolari. Disputa l'edizione 2018 dell'Algarve Cup, ottenendo un sesto posto, venendo inserita in rosa anche per il Tournament of Nations 2018, quarto e ultimo posto, inoltre gioca la Coppa delle nazioni asiatiche di Giordania 2018, dove la sua nazionale conquista il primo posto e il conseguente accesso al Mondiale di Francia 2019.
Dopo la partecipazione ad alcune amichevoli e alla SheBelieves Cup 2019, dove la sua nazionale si piazza al terzo e penultimo posto, Takakura le rinnova la fiducia inserendola nella lista delle 23 giocatrici convocate per il Mondiale 2019 In quell'occasione Ichise condivide con le compagne il percorso che vede la sua nazionale superare la fase a gironi al secondo posto, frutto di una vittoria, un pareggio e una sconfitta, per poi essere eliminata agli ottavi di finale dai Paesi Bassi, vittoriosi per 2-1 con rete della vittoria realizzata in zona Cesarini.

## Statistiche

### Cronologia presenze e reti in nazionale
| Cronologia completa delle presenze e delle reti in nazionale ― Giappone | Cronologia completa delle presenze e delle reti in nazionale ― Giappone | Cronologia completa delle presenze e delle reti in nazionale ― Giappone | Cronologia completa delle presenze e delle reti in nazionale ― Giappone | Cronologia completa delle presenze e delle reti in nazionale ― Giappone | Cronologia completa delle presenze e delle reti in nazionale ― Giappone | Cronologia completa delle presenze e delle reti in nazionale ― Giappone | Cronologia completa delle presenze e delle reti in nazionale ― Giappone |
| Data                                                                    | Città                                                                   | In casa                                                                 | Risultato                                                               | Ospiti                                                                  | Competizione                                                            | Reti                                                                    | Note                                                                    |
| ----------------------------------------------------------------------- | ----------------------------------------------------------------------- | ----------------------------------------------------------------------- | ----------------------------------------------------------------------- | ----------------------------------------------------------------------- | ----------------------------------------------------------------------- | ----------------------------------------------------------------------- | ----------------------------------------------------------------------- |
| 9-4-2017                                                                | Kumamoto                                                                | Giappone                                                                | 3 – 0                                                                   | Costa Rica                                                              | Amichevole                                                              | -                                                                       |                                                                         |
| 9-6-2017                                                                | Breda                                                                   | Paesi Bassi                                                             | 0 – 1                                                                   | Giappone                                                                | Amichevole                                                              | -                                                                       |                                                                         |
| 13-6-2017                                                               | Lovanio                                                                 | Belgio                                                                  | 1 – 1                                                                   | Giappone                                                                | Amichevole                                                              | -                                                                       |                                                                         |
| 27-7-2017                                                               | Seattle                                                                 | Giappone                                                                | 1 – 1                                                                   | Brasile                                                                 | Tournament of Nations 2017                                              | -                                                                       |                                                                         |
| 30-7-2017                                                               | San Diego                                                               | Giappone                                                                | 2 – 4                                                                   | Australia                                                               | Tournament of Nations 2017                                              | -                                                                       |                                                                         |
| 3-8-2017                                                                | Carson                                                                  | Stati Uniti                                                             | 3 – 0                                                                   | Giappone                                                                | Tournament of Nations 2017                                              | -                                                                       |                                                                         |
| 28-2-2018                                                               | Algarve                                                                 | Giappone                                                                | 2 – 6                                                                   | Paesi Bassi                                                             | Algarve Cup 2018                                                        | -                                                                       |                                                                         |
| 5-3-2018                                                                | Algarve                                                                 | Giappone                                                                | 2 – 0                                                                   | Danimarca                                                               | Algarve Cup 2018                                                        | -                                                                       |                                                                         |
| 7-3-2018                                                                | Algarve                                                                 | Giappone                                                                | 0 – 2                                                                   | Canada                                                                  | Algarve Cup 2018                                                        | -                                                                       |                                                                         |
| 1-4-2018                                                                | Nagasaki                                                                | Giappone                                                                | 7 – 1                                                                   | Ghana                                                                   | Amichevole                                                              | -                                                                       |                                                                         |
| 7-4-2018                                                                | Amman                                                                   | Giappone                                                                | 4 – 0                                                                   | Vietnam                                                                 | Coppa d'Asia 2018                                                       | -                                                                       |                                                                         |
| 10-4-2018                                                               | Amman                                                                   | Giappone                                                                | 0 – 0                                                                   | Corea del Sud                                                           | Coppa d'Asia 2018                                                       | -                                                                       |                                                                         |
| 13-4-2018                                                               | Amman                                                                   | Giappone                                                                | 1 – 1                                                                   | Australia                                                               | Coppa d'Asia 2018                                                       | -                                                                       |                                                                         |
| 20-4-2018                                                               | Amman                                                                   | Giappone                                                                | 1 – 0                                                                   | Australia                                                               | Coppa d'Asia 2018                                                       | -                                                                       |                                                                         |
| 11-11-2018                                                              | Tottori                                                                 | Giappone                                                                | 4 – 1                                                                   | Norvegia                                                                | Amichevole                                                              | -                                                                       |                                                                         |
| Totale                                                                  |                                                                         | Presenze                                                                | 15                                                                      |                                                                         | Reti                                                                    | 0                                                                       |                                                                         |

## Palmarès

### Nazionale
- Coppa d'Asia: 1

2018
- Campionato mondiale under 17: 1

2014
- Campionato asiatico under 16: 1

2013